# Religiös orden
Religiös orden är inom framför allt romersk-katolska kyrkan och de ortodoxa kyrkorna en orden eller kongregation, vars medlemmar avgivit särskilda löften - vanligen fattigdom, kyskhet och lydnad - i syfte att på ett radikalare sätt efterleva Kristi uppmaningar och råd.
Till följd av den högkyrkliga rörelsen från och med andra hälften av 1800-talet finns religiösa ordnar, emot vilka reformatorerna predikade, numera också i anglikanska kyrkan och även i somliga lutherska kyrkor, till exempel Svenska kyrkan.
Man skiljer i katolska sammanhang på religiösa ordnar och religiösa kongregationer. Det förra begreppet är strikt sett förbehållet äldre ordnar med monastiska och kontemplativa rötter, under det att den senare termen används om de tusentals yngre så kallade ordnar med företrädesvis aktiva uppdrag. I monastiska ordnar avläggs förr eller senare så kallade eviga löften, som binder en för livet vid klosterlivet. I många aktiva kongregationer avläggs i stället tidsbundna, förnyelsebara löften.
Olika religiösa ordnar är olika uppbyggda och styrs på mycket olika sätt. Benediktinorden består av sinsemellan oberoende abbotskloster, vars abbot eller abbedissa kan liknas vid en stiftsbiskop och därför mer eller mindre lyder omedelbart under Rom. Yngre ordnar är däremot vanligtvis centraliserade och inte sällan världsvida som till exempel dominikan- eller jesuittorden. Sådana ordnar har en i Rom vanligtvis bosatt ordensgeneral och uppdelas i provinser efter geografisk spridning.
En ordensmedlem kallas munk alternativt broder respektive nunna eller syster. Prästvigda munkar benämns dock vanligtvis fader eller pater. Ordensfolk bär särskild, gemensam dräkt, vilken som regel symboliserar vederbörande ordens särdrag och historia. Varje orden lyder under en given regel eller uppsättning statuter. Till de äldre religiösa ordnarna är ofta lekmän knutna, som delar den aktuella ordens spiritualitet, så kallade tertiärordnar, där gifta yrkesarbetande personer kan bli medlemmar. Sådana ordnar finns också bland annat inom Svenska kyrkan, där Societas Sanctæ Birgittæ är den mest kända.

## Historik
De religiösa ordnarnas historia går tillbaka till den första kristna kyrkan. En radikalare efterföljd av evangeliet eftersöktes av somliga, som därför valde att – som det ännu heter i katolska länder – ”lämna världen” för ett liv i bön, avskildhet och askes. Eremitlivet utgjorde härvidlag länge idealet, men visade sig av praktiska skäl hart nog omöjligt för det stora flertalet.

## Katolska kyrkan
Klostergemenskaper uppstod enligt ovan och med dem behovet av en gemensam livsregel (på latin regula vitae). Mest känd är troligtvis den helige Benediktus regel från 500-talet, som än i dag efterlevs av benediktinordens tusentals munkar och nunnor. I benediktinorden kretsade livet kring tidebönen och arbetet efter den berömda devisen ”ora et labora”.

### Kanikväsendet
Från och med 1000-talet uppstod allt fler ordnar, inledningsvis därför att kanikväsendet organiserade sig på nya sätt, exempelvis Premonstratensorden. Något drygt århundrade senare började mendikantordnarna (eller tiggarordnarna) växa fram.

### Mendikantordnarna
Tiggarordnarna växte fram under 1200-talet. Till denna grupp räknas dominikanorden, franciskanorden, karmelitorden, servitorden och augustinerorden – vilken för övrigt var den orden Martin Luther tillhörde. Dessa levde inte i samma avskildhet som benediktiner alltid gjort: dominikanerna (svartbröderna) och franciskanerna (gråbröderna) öppnade vanligtvis sina konvent (motsvarande kloster) i städer i syfte att jämte bönelivet predika för folkmassorna. I stället för att som benediktinerna odla sin egen mat var tiggarordnarna beroende av allmänhetens välgörenhet, och tiggarordnarna försökte åtminstone inledningsvis undvika benediktinklostrens situation att vara stora jordägare. Många mendikantbröder blev framstående i universitetsvärlden.

### Regulärklerkordnar
Med den tridentinska reformrörelsen uppstod ett mycket stort antal nya ordnar, av vilka fler uppvisade en tydligt utåtriktad karaktär, främst bland dessa Ignatius av Loyolas jesuitorden, en orden bestående av regulärklerker. Medlemmarna av denna slags orden är alltså vare sig munkar eller tiggarbröder.

### Kongregationer
De löften som avges av medlemmar av kongregationer är föremål för andra kyrkliga regler än vad ordenslöften är. Kongregationerna började växa fram i slutet av 1500-talet och början av 1600-talet, och var ofta utåtriktade. 
I Frankrike skulle den helige Vincent de Paul under 1600-talet grunda de kända barmhärtighetssystrarna vilkas vita fågelvingsliknande dok under 1800-talet spreds till jordens alla hörn.